# Ivano Calcagno
Ivano Calcagno (Albisola Superiore, 29 maggio 1963) è un cantautore italiano.

## Biografia
Ivano Calcagno si avvicina alla musica giovanissimo, prendendo lezioni di chitarra dal M° Luigi Barisone. Nel 1980 incontra Gino Paoli, con il quale inizia una collaborazione presso le edizioni musicali Senza Fine. Esordisce musicalmente al Festival di Castrocaro del 1982 con il brano di sua composizione Susy per l'inverno, arrivando in finale.
Ha partecipato al Festival di Sanremo 1984 nella sezione Nuove Proposte, classificandosi sesto con il singolo Principessa delle rose, canzone dedicata a sua nonna che aveva un bar nel porto di Savona. In quel periodo si è esibito in serate comuni con altri cantautori della scuola genovese: il citato Paoli, Umberto Bindi, Bruno Lauzi. Partecipa anche al Festival di Sanremo 1986, sempre nella sezione Nuove Proposte, con il brano Quando l'unica sei tu (Adelio Cogliati e Ferrara), che non accede alla finale. L'anno successivo il cantautore ligure viene scelto dal manager Renzo Fantini per aprire il concerto di Paolo Conte, al Calypso di Arenzano (Ge). Una lunga tournée lo porta a calcare i palcoscenici di teatri italiani quali Margherita di Genova, Sistina di Roma e Navile di Bologna.
Nel 1993 Calcagno si trasferisce a Parigi, dove si esibisce in locali prestigiosi quali La Bonne franchette, Le Lapin agile e La Belle Époque, sino ad approdare, nel 1994, al più ambito teatro parigino: il Moulin Rouge. Nel 1998, al fianco della PFM e di Bruno Lauzi, prende parte a L'Isola in Collina, manifestazione musicale in ricordo di Luigi Tenco che si svolge ogni anno a Ricaldone, il paese dove il cantautore è vissuto e cresciuto. Nel 2000, tornato in Italia, Ivano si occupa di sculture. Crea una propria linea denominata "The Ivano collection", realizzando diversi disegni per una linea di sculture da collezione intagliate nel legno e distribuite in Europa, Stati Uniti e Giappone. Lo stilista Elio Fiorucci esporrà le opere di Ivano, in anteprima, nel suo showroom di Piazza San Babila a Milano.
Nel 2002 torna alla musica partecipando al Premio città di Recanati, oggi divenuto Musicultura. Su 1330 brani presentati, Calcagno viene scelto dalla commissione e arriva in finale. Nel 2005 rende omaggio al cantautore Umberto Bindi, partecipando ad un concerto organizzato in suo memoria, presso il PalaRavizza di Pavia.
Nel 2021 partecipa al cd Il giardino di Sergio tributo a Sergio Endrigo dove propone la versione di Teresa ed al cd "E penso a te: Bruno Lauzi dove esegue il brano L'appuntamento. Nel 2023 partecipa al contest La canzone dell'estate, eseguendo Non sono Superman.Nel 2024 partecipa al cd tributo a Bruno Lauzi dal titolo Piccolo grande:Bruno Lauzi con una sua versione del brano "Lo straniero".Nel 2025 prende parte al doppio cd "Gaber per tutti" pubblicato dall'etichetta lavocedelledonne con il brano "Le elezioni"
Ivano Calcagno prosegue la sua attività di cantautore e di manager di uno studio di registrazione.

## Discografia

### Singoli
- 1984 – Principessa delle rose
- 1986 – Quando l'unica sei tu

Compilation
2021 -Il Giardino di Sergio  (Teresa)
2021 -E penso a te:Bruno Lauzi (L'appuntamento)
2023-La canzone dell'estate (Non sono superman) (lavocedelledonne)
2024-Piccolo grande Bruno Lauzi (Lo straniero)
2025 Gaber per tutti (Le elezioni)